# Nonards
Nonards település Franciaországban, Corrèze megyében. Lakosainak száma 478 fő (2022. január 1.). Nonards Chenailler-Mascheix, Curemonte, Puy-d’Arnac, Sioniac, Tudeils és Beaulieu-sur-Dordogne községekkel határos.

## Népesség
A település népességének változása:
| Lakosok száma | 434  | 359  | 353  | 392  | 474  | 459  | 447  | 436  | 449  | 478  |
|               | 1968 | 1982 | 1990 | 2006 | 2013 | 2015 | 2017 | 2019 | 2020 | 2022 |